# Ctenane labuana
Ctenane labuana är en fjärilsart som beskrevs av Swinhoe 1904. Ctenane labuana ingår i släktet Ctenane och familjen björnspinnare. Inga underarter finns listade i Catalogue of Life.